# エクシブ
株式会社エクシブは、東京都豊島区に本社を置き、インターネットによる広告事業などを行う日本の企業。

## 概要
2005年4月からポータルサイトを運営している。

## 沿革
- 2003年（平成15年）4月 - 株式会社エモーションワークスとして設立
- 2004年（平成16年）8月 - 本社を東京都千代田区から現在地へ移転
- 2004年（平成16年）9月 - 現社名に改める